# فورد ماستنگ آی
فورد موستانگ آی‌ (Ford Mustang I) خودرویی است که در سال‌های ۱۹۶۲در میشیگان و ایالات متحده آمریکا تولید شده‌است. ‌است. 